# Trésor des Romanov
Le trésor des Romanov aurait été amassé sous le règne de Nicolas II de Russie. Selon l'historien russe Valeri Kurnosov, certaines preuves furent archivées par le Service de renseignements de l'Union soviétique dans des fichiers de l'ex-KGB ou pour le Royaume-Uni, par le service de renseignements extérieurs britanniques, le MI6. En outre, un ensemble de documents anciens démontre que Staline comme le premier secrétaire du Parti communiste Nikita Khrouchtchev montrèrent un vif intérêt pour la découverte de ce trésor datant de l'époque tsariste. Les nombreuses recherches effectuées par les deux dirigeants soviétiques furent infructueuses.
À la veille de la Révolution russe, les Romanov détenaient 1 600 tonnes d'or, ce poids représente plus de la moitié de la réserve d'or entreposée dans les coffres-forts de la Banque de France. Ce trésor aurait aujourd'hui une valeur de 50 milliards d'euros.

## Nature du trésor
Selon l'historien Valeri Kurnosov, ce trésor légendaire se composerait de lingots d'or, d'un poids total de 17 tonnes, sa valeur s'élèverait à un million de livres sterling. Ce trésor recherché depuis 90 ans fut amassé grâce à des placements réalisés par les membres de la famille Romanov et peut-être également des ressortissants britanniques résidant alors en Russie impériale. Après la Révolution russe de 1917, abandonnant leurs biens, les investisseurs russes mais également britanniques émigrèrent.

## Historique concernant le trésor de la Russie impériale

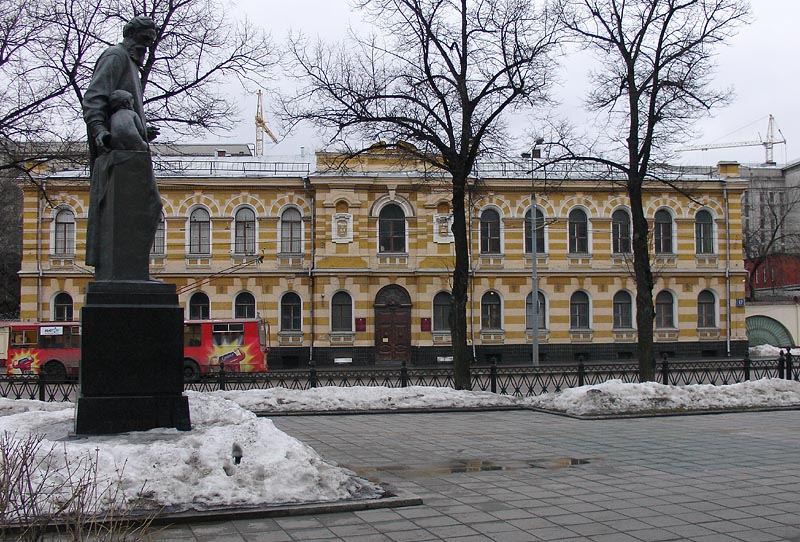
Le bâtiment principal des Archives nationales de la fédération de Russie, sis au 17, rue Bolchaïa Pirogovka à Moscou

Au 17, rue Bolchaïa Pirovskaïa à Moscou s'élève le bâtiment des Archives nationales de la fédération de Russie, en ce lieu, le 28 avril 1992 furent préservés des documents datant de la révolution russe, en particulier des dossiers relatifs à l'histoire de l'Armée blanche et de l'émigration russe. En 1995, des historiens, des hommes d'affaires russes commencèrent des recherches concernant le fabuleux trésor des Romanov. Avec assiduité et sérieux, ils examinèrent chaque dossier et témoignage rédigés du début de la révolution russe à la fin de la guerre civile russe (1917 à 1923).
Les investigations concernant la recherche d'éléments concernant le trésor débutèrent au 5e étage du bâtiment, où, en 1992, furent entreposées les archives secrètes.
Depuis 70 ans, des télégrammes, des rapports, des ordres de mission saisis par les Bolcheviks aux officiers de l'Armée blanche attendaient d'être lus. Les historiens et hommes d'affaires découvrent également un grand nombre d'ukases concernant les finances, l'agriculture, l'armée, mais la plus importante de leurs découvertes fut un dossier renfermant une multitude de renseignements sur le fameux « train d'or » dont le transfert de Kazan à Vladivostok fut confié à l'amiral Alexandre Vassilievitch Koltchak.
Selon l'historien Vladen Sirotkine, ce fabuleux trésor correspondrait à un poids de plusieurs tonnes d'or. Il représente l'immense fortune de la Russie impériale en 1917. Au cours de la guerre civile, les Bolcheviks comme les opposants à la Russie soviétique le dépensèrent sans compter, le disséminèrent çà et là.
En 1918, la République socialiste fédérative soviétique de Russie nationalise les biens des Russes et des étrangers qui ont quitté le sol russe. Le 21 janvier 1918, La RSFSR décrète également l'annulation des emprunts contractés à l'étranger par l'Empire russe, les réserves d'or, les joyaux de la couronne impériale de Russie, les trésors de l'Église orthodoxe de Russie furent saisis, ce trésor fut scindé en deux parties, l'une fut secrètement transférée dans la ville de Nijni Novgorod, l'autre partie fut entreposée dans les sous-sols de la banque de Kazan, cette ville était alors occupée par les troupes révolutionnaires. Or, le 6 août 1918, le général Vladimir Oskarovitch Kappel s'empara de la ville de Kazan, En septembre 1918, avant la prise de la ville par la légion tchèque, l'Armée blanche remit une partie du trésor au général Alexandre Vassilievitch Koltchak, l'autre partie entreposée à Nijni Novgorod (ville occupée par les Bolcheviks) resta entre les mains des Rouges. Chacune des deux parties est donc en possession du trésor impérial.
Les milieux russes blancs accuseront plus tard les Légions tchécoslovaques de s'être emparés d'une partie de l'or des Romanov, afin de fonder la Legiobanka, fondée à Irkoutsk avant d'établir son siège à Prague. L'historien Oleg Boudnitski conteste cependant cette version.

### Dilapidation d'une partie du trésor des tsars

Le général Vladimir Oskarovitch Kappel à l'hiver 1919

L'Armée blanche, l'Armée rouge disposeront du trésor selon leurs choix politiques ou comme monnaie d'échange lors de l'acquisition d'armes ou de munitions. Les 2/3 de ce fabuleux trésor d'un poids correspondant à plusieurs tonnes furent dépensés par les révolutionnaires ou l'Armée blanche en quelques mois.
Les troupes de l'Armée blanche positionnée en Sibérie optèrent pour un rapprochement avec l'empire du Japon, quant aux Bolcheviks, ils préférèrent établir des liens diplomatiques avec l'Europe occidentale. Le 3 mars 1918, le traité de Brest-Litovsk fut signé par les gouvernements des empires centraux et la République russe bolchevique. Or, le 26 mars 1918, les représentants de la Russie soviétique signèrent un accord secret avec l'Empire allemand, celui-ci fut gardé secret pour des raisons financières. Cette clause se définissait ainsi : l'Allemagne apportait son soutien en armes et munitions à la jeune République russe bolchevique, en échange, Lénine expédierait quatre trains chargés d'or (250 tonnes d'or) en Allemagne. En effet, militairement, les Bolcheviks vivent une époque incertaine. L'Armée blanche a reçu l'aide des alliés (France, États-Unis), ce soutien se traduira par l'opération d'Arkhangelsk à la fin de l'année 1918, les alliés sous l'impulsion des États-Unis débarqueront des troupes dans la région d'Arkhangelsk (1918-1919). L'Armée rouge se trouve sous la menace d'une défaite si elle ne dispose pas rapidement d'armements et de munitions pour contre-attaquer. Le 10 septembre et 30 septembre 1918, les deux premiers trains prennent la direction de l'Allemagne, ils contiennent 93,5 tonnes d'or (lingots et pièces de monnaie). En 1919, le montant total de ce chargement d'or s'élevait à 121 millions de roubles-or, soit 8 milliards de nos francs de cette époque (en 1995 : 1 rouble-or était côté 11,3 dollars). Le 9 novembre 1918, le chancelier allemand Maximilian von Baden après avoir décrété l'abdication du kaiser Guillaume II démissionna et transmit ses pouvoirs à Friedrich Ebert. La République française mit à profit cette situation pour s'emparer de l'or des tsars. Cet acte sera stipulé dans la partie IX, article 259 du traité de Versailles, signé le 28 juin 1919,. Selon l'historien russe, Vladen Georguievitch Sirotkin (1933-2005), la République française, plus précisément, la Banque de France garderait toujours dans ses coffres cet or « confisqué à titre provisoire » lors de la signature du traité de Versailles.
Quant aux Japonais, occupant à cette époque la Mandchourie, l'amiral Alexandre Vassilievitch Koltchak leur remit 20 caisses de lingots et de pièces d'or.

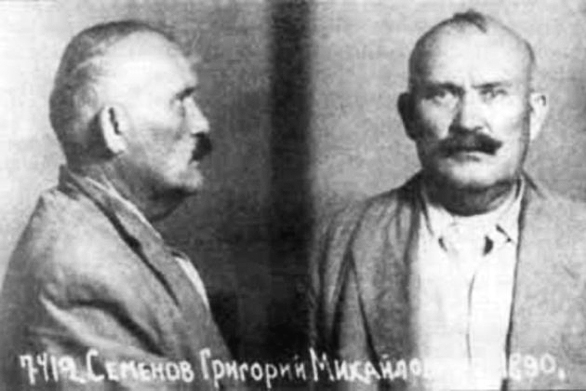
L'Ataman Grigori Mikhaïlovitch Semionov, photographie prise par le NKVD après son arrestation

À Port-Arthur, en mars 1920, le successeur de l'amiral Koltchak, l'Ataman d'Extrême-Orient Grigori Mikhaïlovitch Semionov remettra 200 caisses aux Japonais.

## Dépôt du trésor du dernier tsar dans la banque de Kazan
Au début du XXe siècle, ce train contenant la réserve en or de la Russie impériale atteignit la gare de Kazan. Déchargée secrètement, elle fut dissimulée dans les sous-sols de la banque tatare.

## Itinéraire choisi pour acheminer le trésor impérial

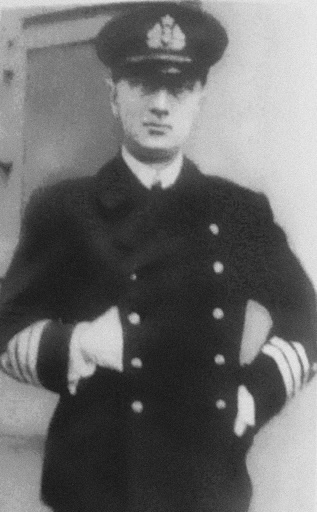
L'amiral Alexandre Vassilievitch Koltchak pendant l'été 1917

En septembre 1918, avant la prise de la ville par la légion tchèque, l'Armée blanche remit l'or au général Alexandre Vassilievitch Koltchak, celui-ci fit transférer l'or par train vers la ville sibérienne d'Omsk.
Parti de Kazan, le train transportant le trésor impérial s'engagea pour un long voyage dont la destination prévue était Vladivostok. Sur son parcours, le train passa les villes de Samara, Omsk, Irkoutsk, longeant le lac Baïkal, il devait atteindre Zima puis Vladivostok.
L'immense trésor impérial aurait été partagé : d'une part une certaine quantité d'or fut utilisée dans l'acquisition d'armes destinées à l'empire du Japon, (mais selon certaines sources, les Japonais ne rentrèrent jamais en possession des dites armes), une autre partie de ces lingots d'or servit à soutenir l'effort de guerre des troupes révolutionnaires russes. D'autres caisses de lingots d'or seront entreposées dans différentes banques étrangères. Concernant la disparition de la dernière partie de ce fabuleux trésor, le mystère demeure.

## L'enfouissement du trésor

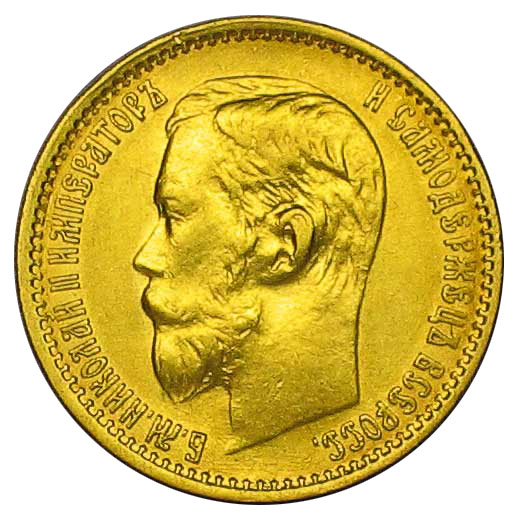
Pièce de 5 roubles à l'effigie de Nicolas II de Russie, avers, 1899

De nos jours, en Russie, les légendes concernant ce mystérieux trésor sont encore très vivaces. Selon certains scientifiques, le train transportant la réserve d'or de l'Empire russe aurait déraillé puis celui-ci aurait coulé au fond du lac Baïkal. Selon d'autres personnes, le trésor aurait été dissimulé dans des monastères de Sibérie, d'autres thèses sont avancées, l'or aurait été caché dans des grottes situées très à l'est de la Russie.
Le scientifique Ravil Ibragimov, aujourd'hui âgé de 55 ans, déclare avoir entendu de nombreuses histoires concernant ce trésor. Au cours de son enfance, les lingots auraient été enfouis près de la ville d'Astrakahan. En outre, il affirme : « Il n'y a pas un brin de preuve qu'il ait été déterré par les bolcheviks ou par quiconque ».

## Mystérieuse découverte dans les profondeurs du lac Baïkal

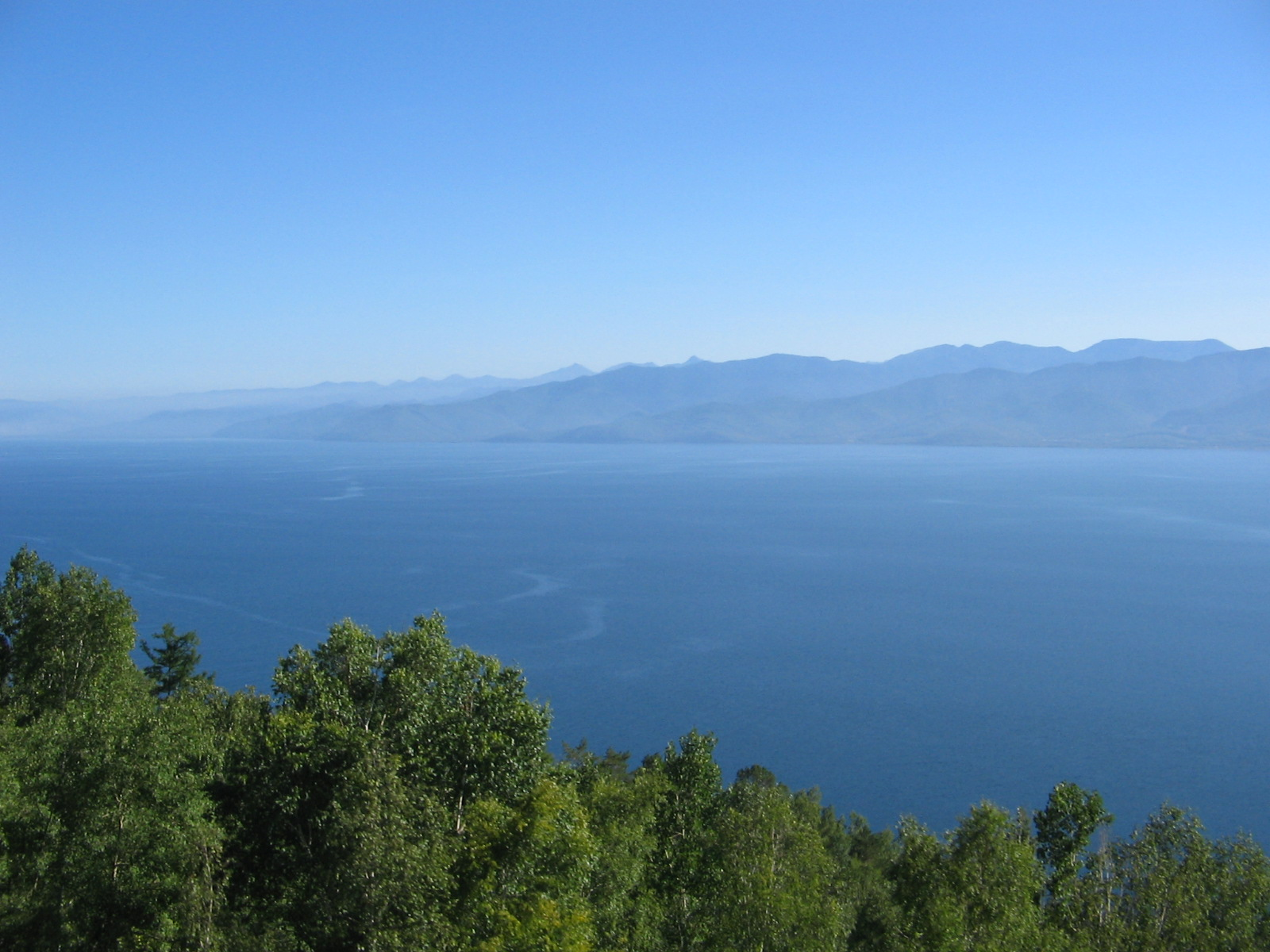
Le lac Baïkal

En 2010, au cours d'études océanographiques concernant la flore et la faune peuplant les profondeurs du lac Baïkal, un sous-marin de poche, le Mir-2, aurait fait une découverte inattendue dans les eaux profondes du lac : les vestiges d'une voie ferrée, les débris d'un train, une boîte de munitions reposant depuis 90 ans dans les profondeurs du lac Baïkal. D'après les chercheurs, elle correspondrait aux débris engloutis lors du déraillement du train transportant l'or du dernier des tsars. Il s'avère toutefois que cette annonce n'était qu'un canular destiné à attirer la lumière sur une campagne d'exploration des profondeurs du lac.